# Rödklobben, Kimitoön
Rödklobben är öar i Finland. De ligger i Norra Östersjön och i kommunen Kimitoön i landskapet Egentliga Finland, i den sydvästra delen av landet. Öarna ligger omkring 79 kilometer söder om Åbo och omkring 140 kilometer väster om Helsingfors.
Arean för den av öarna koordinaterna pekar på är 1 hektar och dess största längd är 150 meter i sydöst-nordvästlig riktning. Det finns inga samhällen i närheten.